# Mediterrán rassz

Ír férfi

A mediterrán rassz egy fekete hajú, világosbarna bőrű (lásd: olíva bőrszín), korán öregedő Dél-európai rassz, az rómaiaknak az egyik legjellegzetesebb arctípusa volt. Magyarországon a Jászságtól eltekintve ritka. Leggyakoribb Dél-Európában, de előfordul a Levante régióban és nagy számban élnek Dél-Indiában. 

## Külső jellemzők
Kecses, mozgékony alkatú, a vázcsontja vékony, az izompadlásai felszínén gyengék. Az asszonyok alkata általában fokozottan kecses, a bőr alatti zsírpárnák jól fejlettek, a csípők szélesek. A fej hosszú, keskeny, a fejtető egyenesen futó, a fej méretei többnyire kicsinyek, lágyak. A csontos szemöldökív gyenge, a homlok alacsony és meredek, kissé előredomborodó, a nyakszirt hátrafelé kidomborodik. A fej hosszúságával szemben az arc középhosszú, keskeny, aránylag alacsony. A tág szemek vízszintesen állók, az orr nagyon fejlett, egyenes, időnként kissé hajlott. A járomívek az arc síkjához simulók, a keskeny fogsorívek előreállók, az áll igen fejlett, inkább kerek, mint magas. Az ajkak hajlamosak a vastagodásra, a szájrés meglehetősen széles. Pigmentgazdagsága az európai kontinensen az armenid rassz után a legerősebb; jellemző a fekete vékony, általában hullámos vagy akár fürtös haj, a barnás, esetleg zöldesbarna (olivastro) bőrszín, amely a nap hatására még jobban barnul. Az arcszőrzete és a szemöldöke erős.

## Mai elterjedése
Az egész Mediterráneumban, és a Balkán délebbi részein nagyon elterjedt, ahonnan minden irányban szétszóródott. Ma Európában Olaszországban és az Ibériai-félszigeten van jelen legnagyobb számmal, de főleg a portugáloknál. Legnagyobb számban India egyes hatalmas népességű tartományaiban van.

### Kárpát-medence
A honfoglaló magyarság sok mediterrán-szerű elemet talált a Kárpát-medencében, ennek ellenére még ma is ritka a magyarságban. Aránya 1% körül van. A mai Erdélyben a románok és a városok betelepült lakossága miatt gyakoribb.

## Változatai

### Proto-mediterrán
Nagyközép termetű. Erőteljes csontozat, középhosszú- és magas fej, középszéles homlok, keskeny arc és erősen kiálló orr jellemzi. A történelmi népek közül a pelgazgok és a ligurok, ma a szardíniaiak és a baszkok tartoznak ide.

### Atlanto-mediterrán
Egész Dél-Európa legjellemzőbb típusa. A férfiak átlag magassága 167-171 cm között mozog, a fej markáns, a csontos szemöldökív erősen fejlett, az arc közepesen hosszú, szögletes, a haj sötét árnyalatú és kissé göndör. Lehet kék szemű is (Franco Nero).

### Gracilis mediterrán
Főképpen a spanyoloknál fordul elő. A férfiak átlag magassága 160-164 cm közötti; vékony csontozatú, gracilis típus. A homlok meredek, a fej meglehetősen hosszú és alacsony, arc középhosszú, az orr igen nagy és a fogmedri rész nagyon előreáll, az állkapocs kicsi és az állcsúcs lekerekített, a haj gesztenyebarna, időnként egyenes, de általában hullámos, a hajszál vékony, lágy tapintású. A nagy szemek sötétbarnák, a szakáll és a bajusz igen fejlett.

### Irano-afgán
A Közel-Kelet arab lakóira jellemző. Jellemző a magas növés; a férfiak átlag magassága 171-175 cm között mozog, de a testalkat gracilis. A fej magas, az arc hosszú, az orrgyök magasan induló, az orr nagy és általában hajlott. A sötét haj hullámos vagy fürtös, a szemek nagyok, az ajkak duzzadtak, a bőrszín sötét.

### Pontuszi
A Fekete-tenger északi részén fordul elő nagyobb számban. Termete a „klasszikus” mediterránnál magasabb, fej rövidebb, az orr szélesebb és a fogmedri rész csak közepesen előreálló.

### Mediterrán fenotípus a Levante régióban
A mediterrán fenotípus a Levante területén (Szíria, Libanon, Izrael, Palesztina, Jordánia) heterogén megjelenésű, de a partmenti övezetekben domináns.
Földrajzi keret és történelmi háttér: A Levante a Földközi-tenger keleti partvidékén fekszik, történelmi kereskedelem és migrációk miatt jelentős népességkeveredés zajlott.

#### Fizikai jellemzők regionális bontásban

##### Partmenti Levante
A levantei partmenti övezetek mutatják a mediterrán fenotípus legtisztább formáját.
Bőrszín: Világos olívától középbarnáig, aranybarnás árnyalattal.
Arcforma: Hosszúkás vagy ovális, finom vonalak.
Orr: Keskeny, egyenes vagy enyhén ívelt, hegyes végződéssel.
Haj/szem: Hullámos fekete haj; szemszín 85%-ban sötétbarna, Libanonban 10–15%-ban zöld/szürke.

##### Hegyvidéki és belvízi területek
Bőr: Sötét olívától mélybarnáig.
Orr: Robusztusabb orrtő, gyakran konvex ("enyhén sasorr") formájú.
Haj: Göndörödő hajzat, dús testszőrzet.

##### Dél-Levante
Bőr: Sötétbarna (sivatagi adaptáció).
Arcforma: Kerekebb arc, szélesebb állkapocs, teltebb ajkak.
Orr: Széles orrnyílások, lapos orrgerinc.

##### Történelmi hatások
Keresztes hadjáratok: Európai betelepülők világosabb bőrárnyalatot hoztak.
Oszmán uralom: Szélesebb arcformákat eredményezett.
Modern migráció: Örmény menekültek konvex orrformát hoztak.
A fizikai hasonlóságok környezeti adaptáció eredményei.

### Indiai
Történelmi-kulturális kontextus
Dél-indiai kapcsolatok a mediterrán régióval:
K. A. Nilakanta Sastri történész a History of South India című művében említi:
"A Római Birodalommal folytatott kereskedelmi kapcsolatok (1-3. század) nemcsak kulturális, de fizikai jellemzők átadásában is szerepet játszottak, különösen a tamil kereskedőközösségek körében."

#### Dél-indiai mediterrán fenotípus
Fizikai jellemzők leírása:
A dél-indiai dravid populációk domináns mediterrán vonásait részletesen dokumentálja B. S. Guha antropológiai felmérése:

"A tamil és malajálam népcsoportok esetében a sötét olívabőr, az ovális arcformák és a keskeny orr egyértelműen a klasszikus mediterrán antropológiai csoportba sorolható."
Regionális eloszlás:
A Journal of Anthropological Survey of India 2019-es tanulmánya Kerala államról:
"A nyugat-gháti régióban (főleg Keralában) a mediterrán fenotípus gyakorisága eléri a 74%-ot, szemben Észak-India 12%-ával."

#### Nyugat-indiai kevert vonások
Gudzsarát mint átmeneti zóna:
H. D. Sankalia régész az Ancient India című művében rámutat:
"A gudzsaráti lakosság fenotípusa egyértelműen mutatja a dél-indiai mediterrán és az észak-indoárja jegyek hibridizációját, különösen Szaurashtra régióban."

#### Észak-indiai eltérések
Pandzsábi kontraszt:
Az Ethnographic Atlas of India (szerk.: R. B. Lal, 2005) adatai:
"Pandzsáb területén a mediterrán vonások (olívabőr, keskeny orr) csak marginalizáltan jelennek meg (8-10%), túlnyomórészt helyi indoárja populációkban."

## Képgaléria

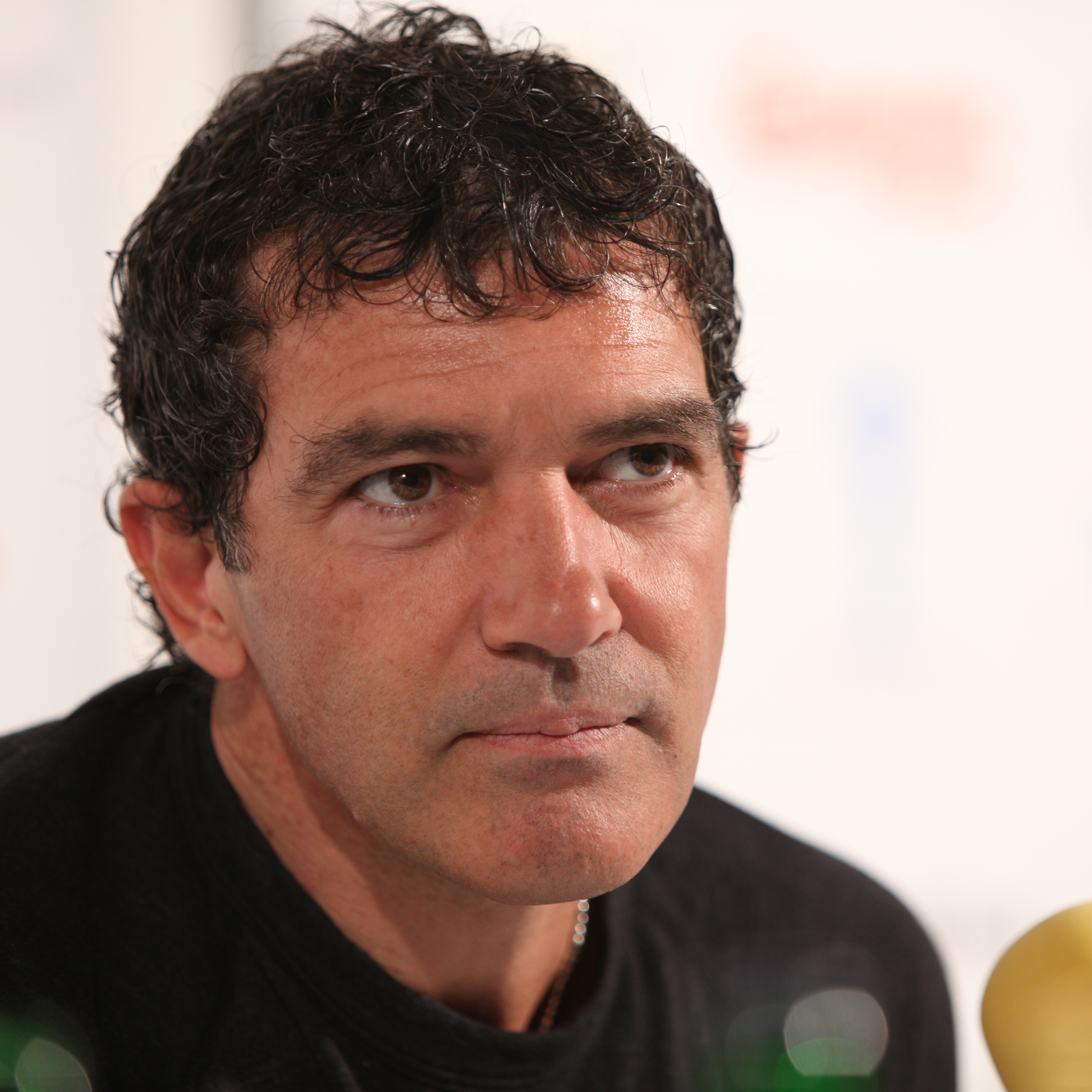
Antonio Banderas
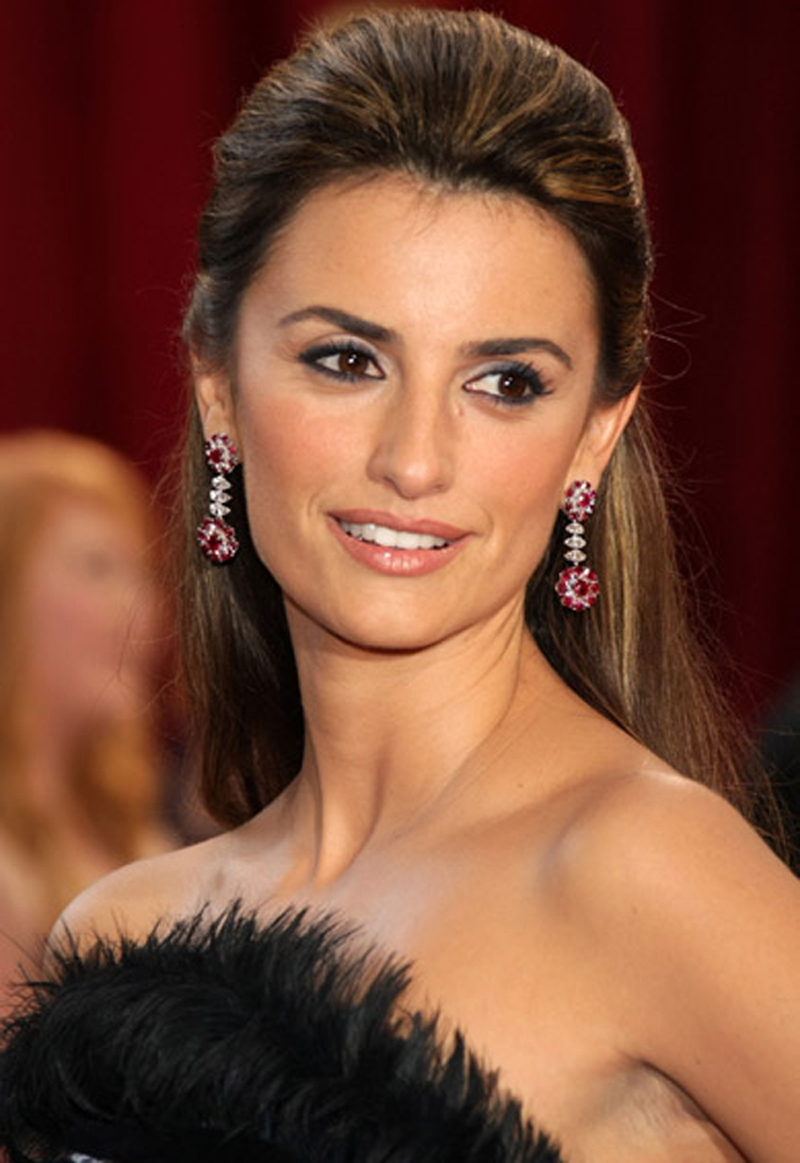
Penélope Cruz
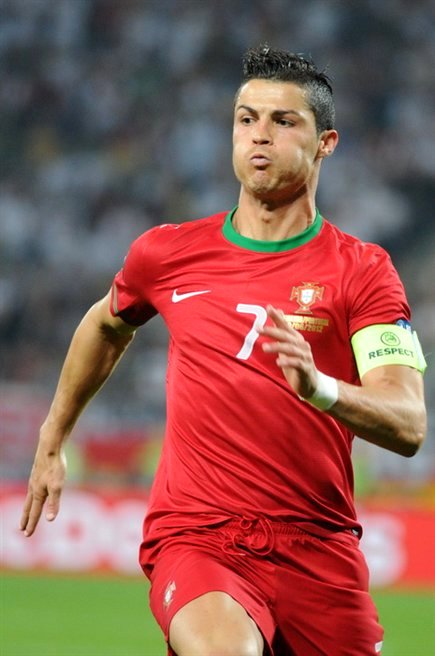
Cristiano Ronaldo
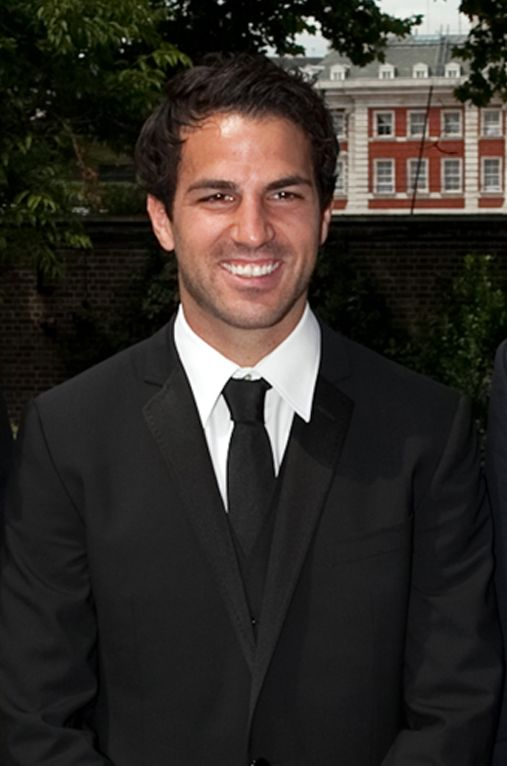
Cesc Fàbregas